# کلیسای جامع تورنه
کلیسای جامع تورنه (فرانسوی: Notre-Dame de Tournai‎) نام یک کلیسای کاتولیک در تورنه بلژیک است و به عنوان یکی از میراث‌های اصلی
والونی (از سال ۱۹۳۶) و میراث جهانی یونسکو (از سال ۲۰۰۰) شناخته می‌شود.